# 숭정 (연호)
숭정(崇禎, 1628년 ~ 1644년)은 명나라 숭정제(崇禎帝)의 연호이다. 17년 가량 사용하였다.
숭정 17년 3월 19일(1644년 4월 25일), 이자성의 농민군이 수도인 순천부(順天府)를 함락시키면서, 숭정제 일가가 살해되거나 자살하며 명나라는 멸망하게 된다. 이후, 외부에 잔류해 있던 명나라 황족들은 남하해서 명나라 재건을 도모한다. 같은 해 4월, 복왕(福王) 주상순(朱常洵)의 아들 주유숭(朱由崧)이 남경응천부(南京應天府)에 입성하게 된다. 5월, 응천부에서 주유숭이 황제에 즉위하였으며, 연호를 홍광(弘光)으로 정하고 유년칭원하게 된다.

## 개원
- 천계(天啓) 7년 8월 24일[1](그레고리력 1627년 10월 2일)에 연호를 숭정(崇禎)으로 정하고, 다음 해 1월 1일[2](그레고리력 1628년 2월 5일)에 개원함.[3][4][5]

- 숭정(崇禎) 17년 5월 15일[6](그레고리력 1644년 6월 19일)에 연호를 홍광(弘光)으로 정하고, 다음 해 1월 1일[7](그레고리력 1628년 1월 28일)에 개원함.[8][9][5][10]

## 연대 대조표
| 숭정 | 서기(西紀) | 간지(干支) | 후금 연호 청나라 연호     |
| 원년 | 1628년     | 무진(戊辰) | 천총(天聰) 2년            |
| 2년  | 1629년     | 기사(己巳) | 천총 3년                  |
| 3년  | 1630년     | 경오(庚午) | 천총 4년                  |
| 4년  | 1631년     | 신미(辛未) | 천총 5년                  |
| 5년  | 1632년     | 임신(壬申) | 천총 6년                  |
| 6년  | 1633년     | 계유(癸酉) | 천총 7년                  |
| 7년  | 1634년     | 갑술(甲戌) | 천총 8년                  |
| 8년  | 1635년     | 을해(乙亥) | 천총 9년                  |
| 9년  | 1636년     | 병자(丙子) | 천총 10년 숭덕(崇德) 원년 |
| 10년 | 1637년     | 정축(丁丑) | 숭덕 2년                  |
| 숭정 | 서기(西紀) | 간지(干支) | 청나라 연호               |
| 11년 | 1638년     | 무인(戊寅) | 숭덕(崇德) 3년            |
| 12년 | 1639년     | 기묘(己卯) | 숭덕 4년                  |
| 13년 | 1640년     | 경진(庚辰) | 숭덕 5년                  |
| 14년 | 1641년     | 신사(辛巳) | 숭덕 6년                  |
| 15년 | 1642년     | 임오(壬午) | 숭덕 7년                  |
| 16년 | 1643년     | 계미(癸未) | 숭덕 8년                  |
| 17년 | 1644년     | 갑신(甲申) | 순치(順治) 원년           |

## 동시대 연호

### 중국
후금(後金)
- 천총(天聰) (1627년 ~ 1636년)

대청(大淸)
- 숭덕(崇德) (1636년 ~ 1643년)
- 순치(順治) (1644년 ~ 1661년)

대순(大順)
- 영창(永昌) (1644년 ~ 1645년)

대서(大西)
- 대순(大順) (1644년 ~ 1646년)

중국(기타)
- 사숭명(奢崇明) 서응(瑞應) (1621년 ~ 1629년)
- 장유원(張惟元) 영흥(永興) (1628년)
- 이성명(李盛明) 영보(靈寶) (1629년)
- 고영상(高迎祥) 흥무(興武) (1635년 ~ 1636년)
- 장보미(張普薇) 천운(天運) (1637년)
- 유수분(劉守分) 천정(天定) (1644년)
- 진상행(秦尚行) 중흥(重興) (1644년)

### 베트남
후 레 왕조(後黎朝)
- 빈또(永祚) (1619년 ~ 1629년)
- 득롱(德隆) (1629년 ~ 1635년)
- 즈엉호아(陽和) (1635년 ~ 1643년)
- 푹타이(福泰) (1643년 ~ 1649년)

막 왕조(莫朝)
- 투언득(順德) (1638년 ~ 1661년)

### 일본
- 간에이(寬永) (1624년 ~ 1644년)
- 쇼호(正保) (1644년 ~ 1648년)

## 같이 보기
- 중국의 연호 목록